# 榎井広国
榎井 広国（えのい の ひろくに）は、奈良時代の貴族。姓は朝臣。官位は従四位上・大倭守。

## 経歴
和銅6年（713年）従七位下から八階昇進して従五位下に叙爵。同年三河守、霊亀2年（716年）丹波守と地方官を歴任する。養老4年（720年）従五位上。
神亀元年（724年）聖武天皇の即位後まもなく正五位下に叙せられると、神亀4年（727年）正五位上、天平元年（729年）従四位下と聖武朝初頭に順調に昇進する。天平4年（732年）従四位上・大倭守に至る。

## 官歴
『続日本紀』による。
- 時期不詳：従七位下
- 和銅6年（713年）正月23日：従五位下。8月26日：三河守
- 霊亀2年（716年）4月27日：丹波守
- 養老4年（720年）正月11日：従五位上
- 神亀元年（724年）2月22日：正五位下
- 神亀4年（727年）正月27日：正五位上
- 天平元年（729年）8月5日：従四位下
- 天平4年（732年）正月20日：従四位上。9月5日：大倭守